# آيا صوفيا (إزنيق)

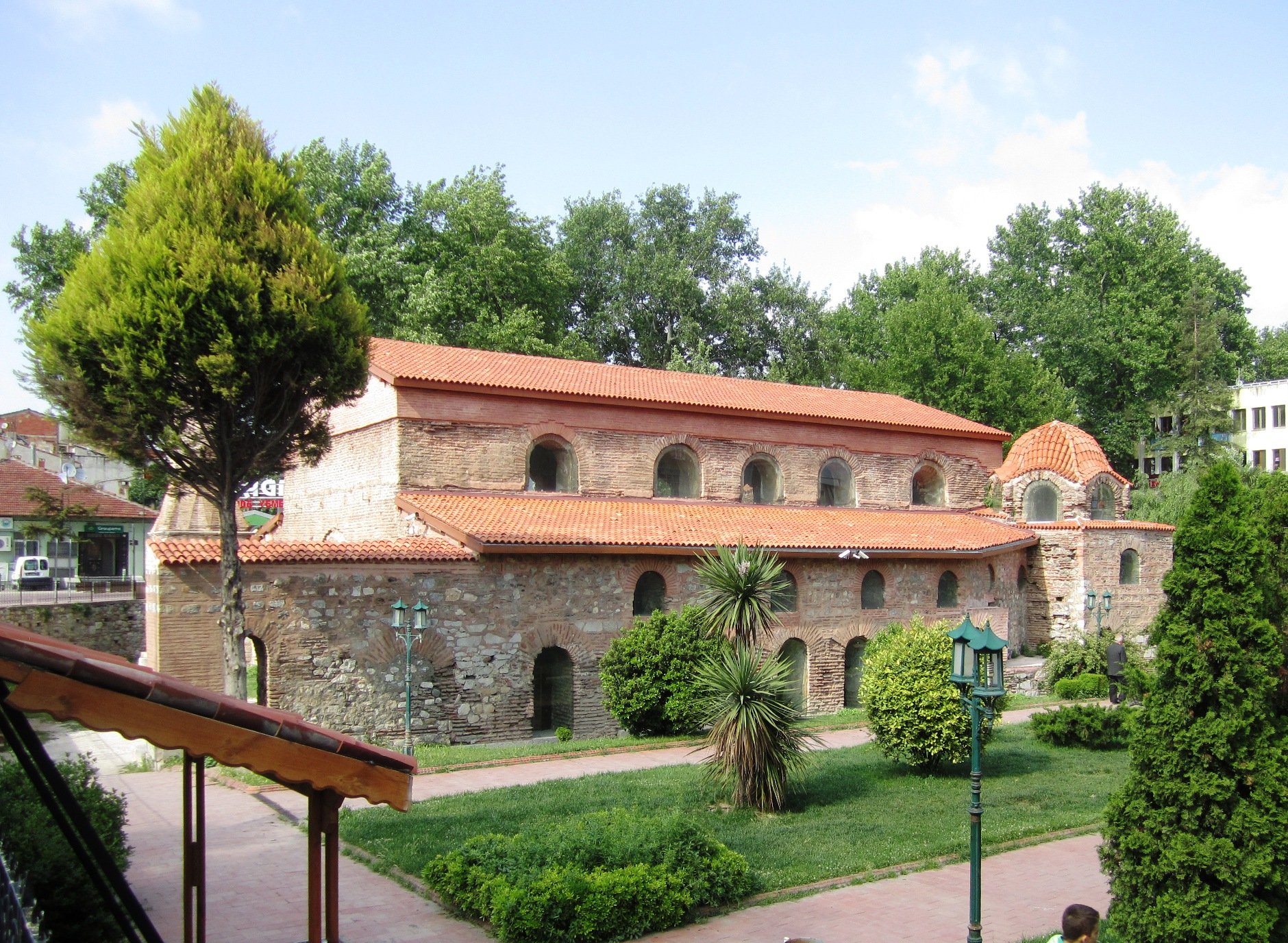
مشهد للمسجد في عام 2012.

آيا صوفيا (باليونانية: Ἁγία Σοφία، والمعنى الحرفي للكلمة "الحكمة المقدسة") هي كنيسة من العصر البيزنطي في نيقية (المعروفة الآن باسم إزنيق) في تركيا.
تم بناء كنيسة آيا صوفيا على يد جستنيان الأول في منتصف المدينة في القرن السادس. في هذا المبنى اجتمع مجمع نيقية الثاني عام 787 لإنهاء الفترة الأولى من حرب الأيقونات البيزنطية.[بحاجة لمصدر]

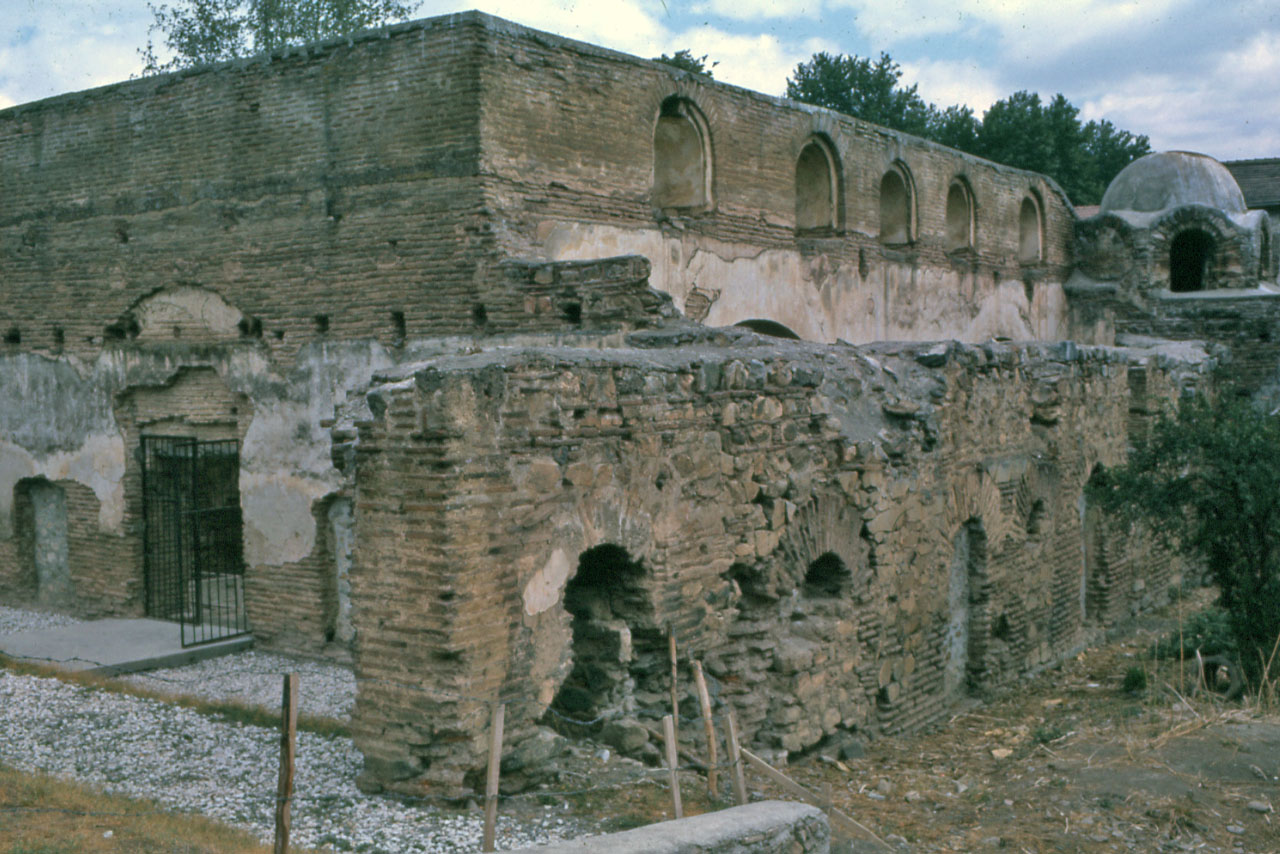
آيا صوفيا إزنيق في عام 1962.

المبنى عبارة عن كاتدرائية ذات سقف خشبي مع صحن مركزي وممرات جانبية، وتم بناؤها بعد عام 1065 بوقت قصير، ولكن تم إعادة تشكيلها على نطاق واسع بعد تحويلها إلى مسجد. قبل إعادة التصميم، كان لديها صفين من الأروقة الثلاثية على أعمدة تحمل نوافذ علوية للإضاءة مع خمس نوافذ.
تم تحويل المبنى إلى مسجد بعد سقوط المدينة بواسطة الأتراك العثمانيين عام 1337، وبقيت هكذا حتى تم تحويلها إلى متحف في عام 1935. في نوفمبر 2011 تم تحويلها مرة أخرى إلى مسجد.

## معرض الصور

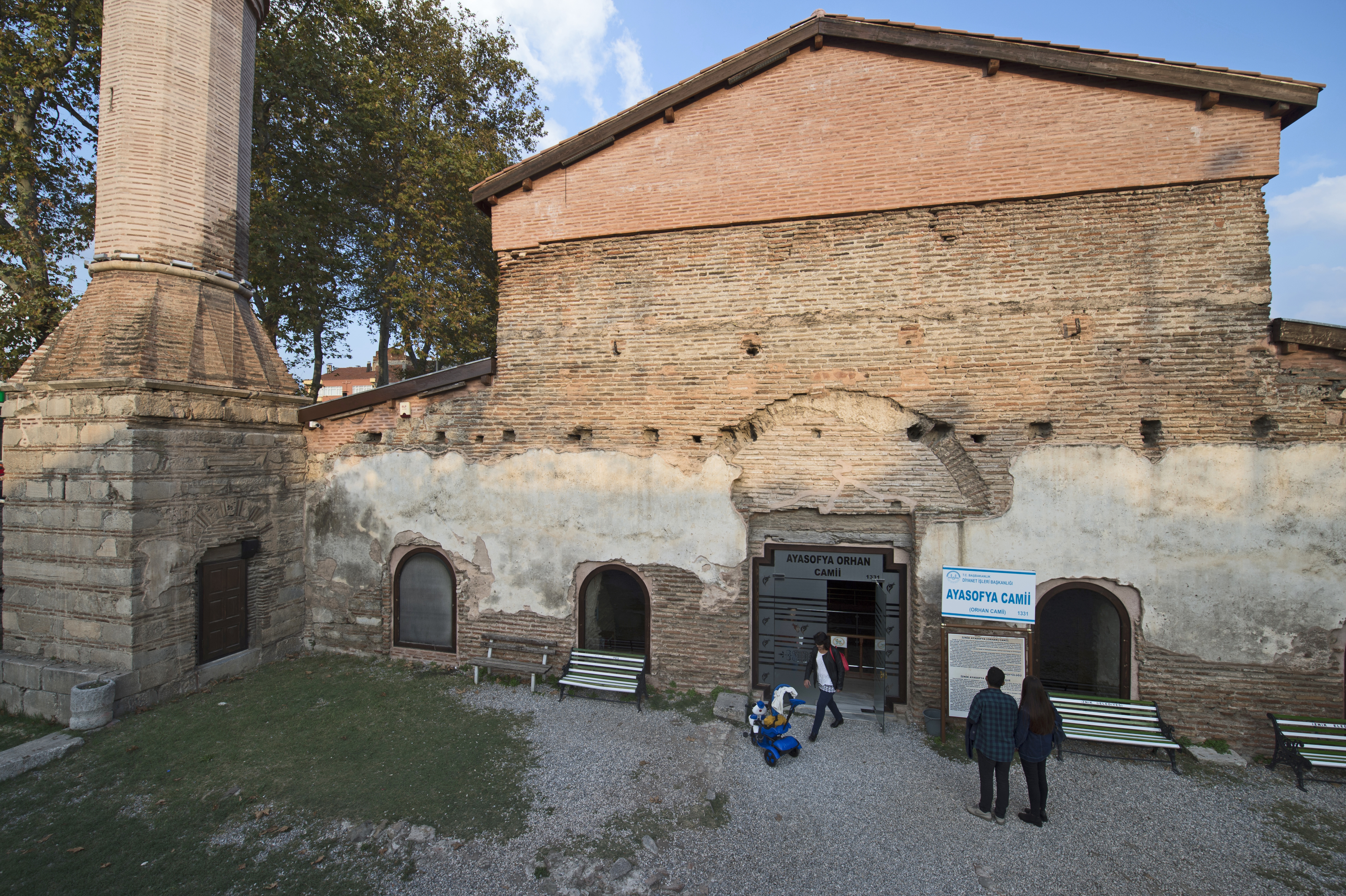
مشهد أمامي لأياصوفيا نيقيا
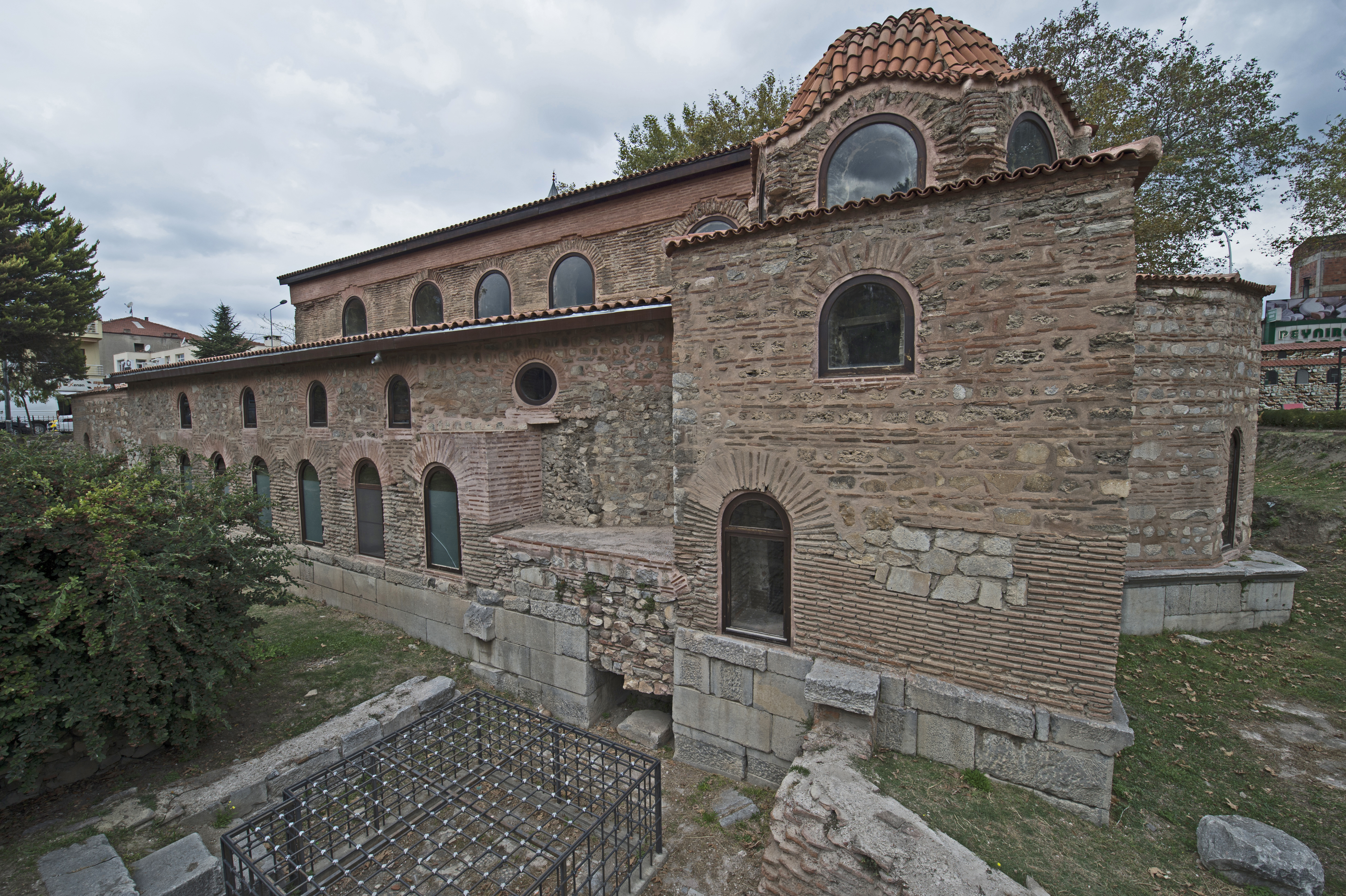
مشهد خارجي لأياصوفيا نيقيا
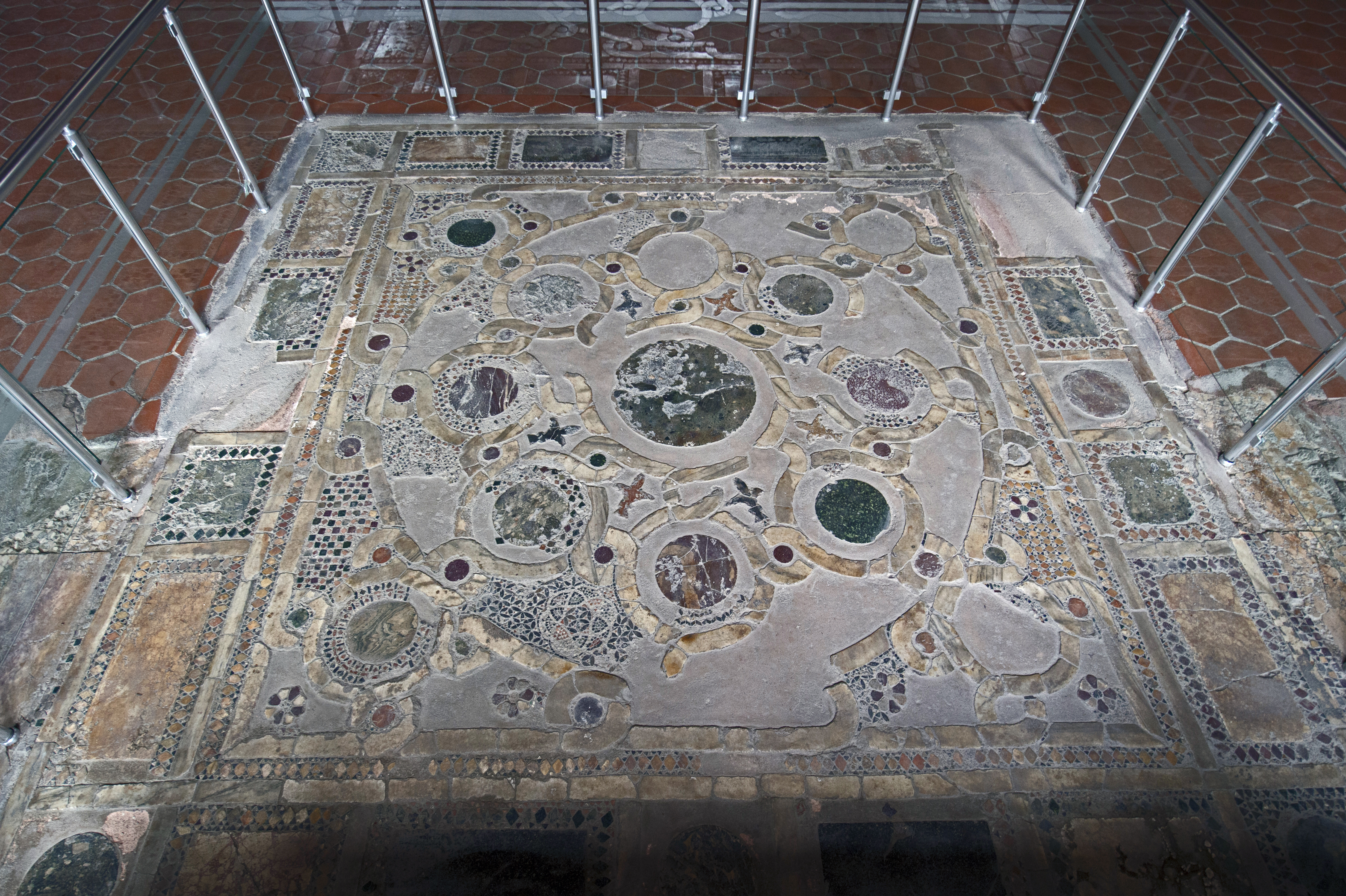
أرضية مدخل أياصوفيا نيقيا
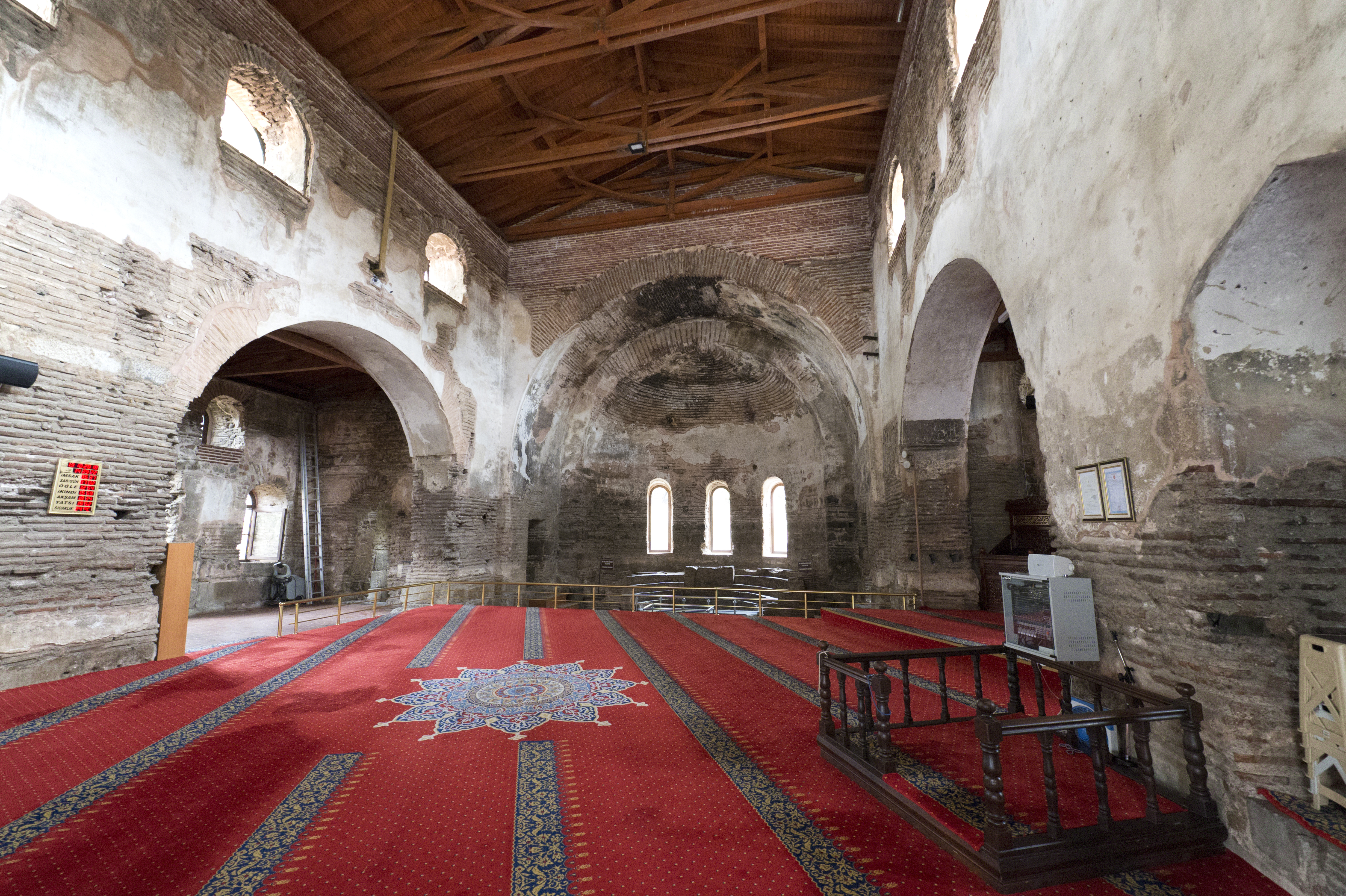
داخل أياصوفيا نيقيا
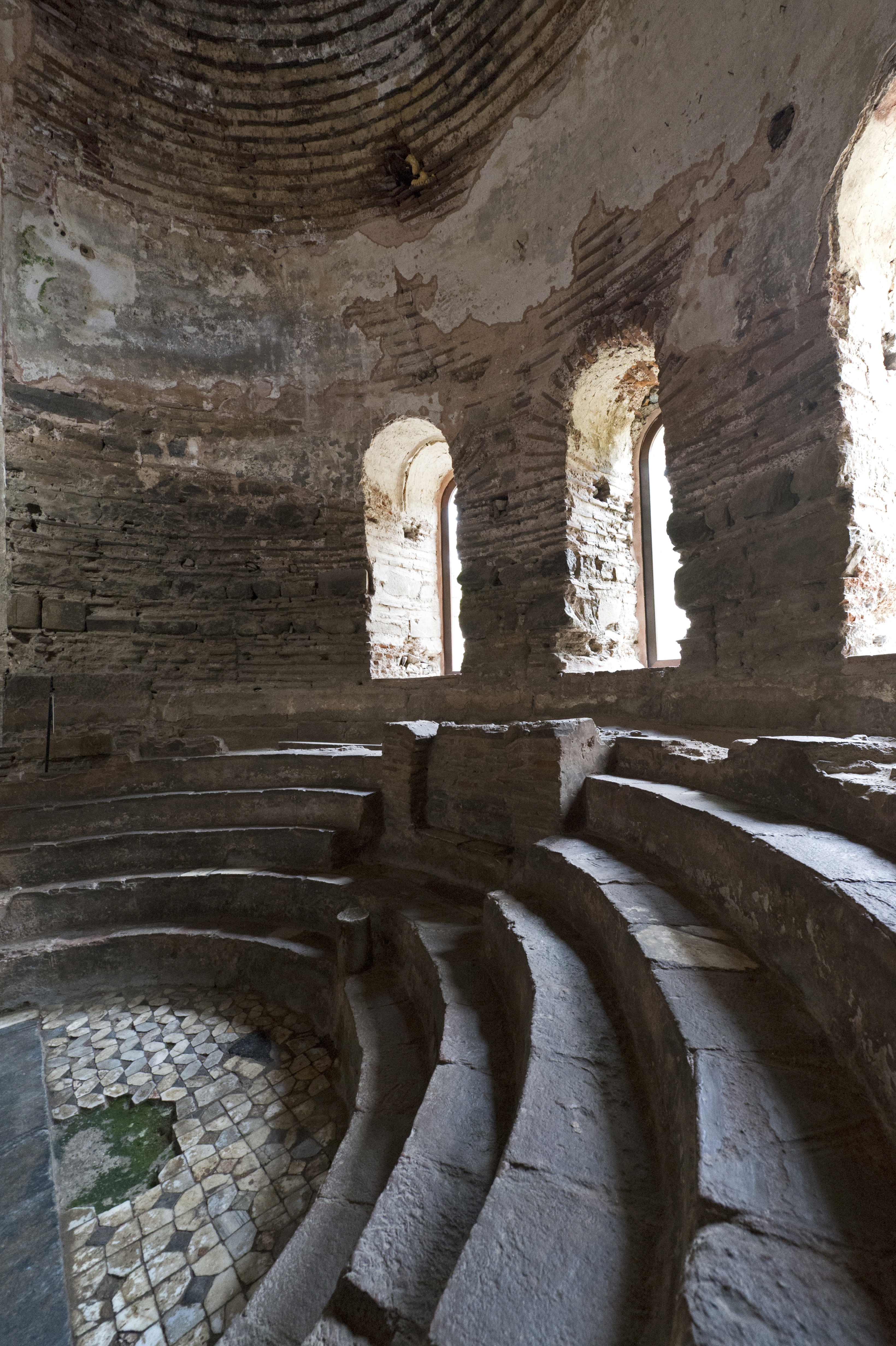
منطقة الكورال في أياصوفيا نيقيا
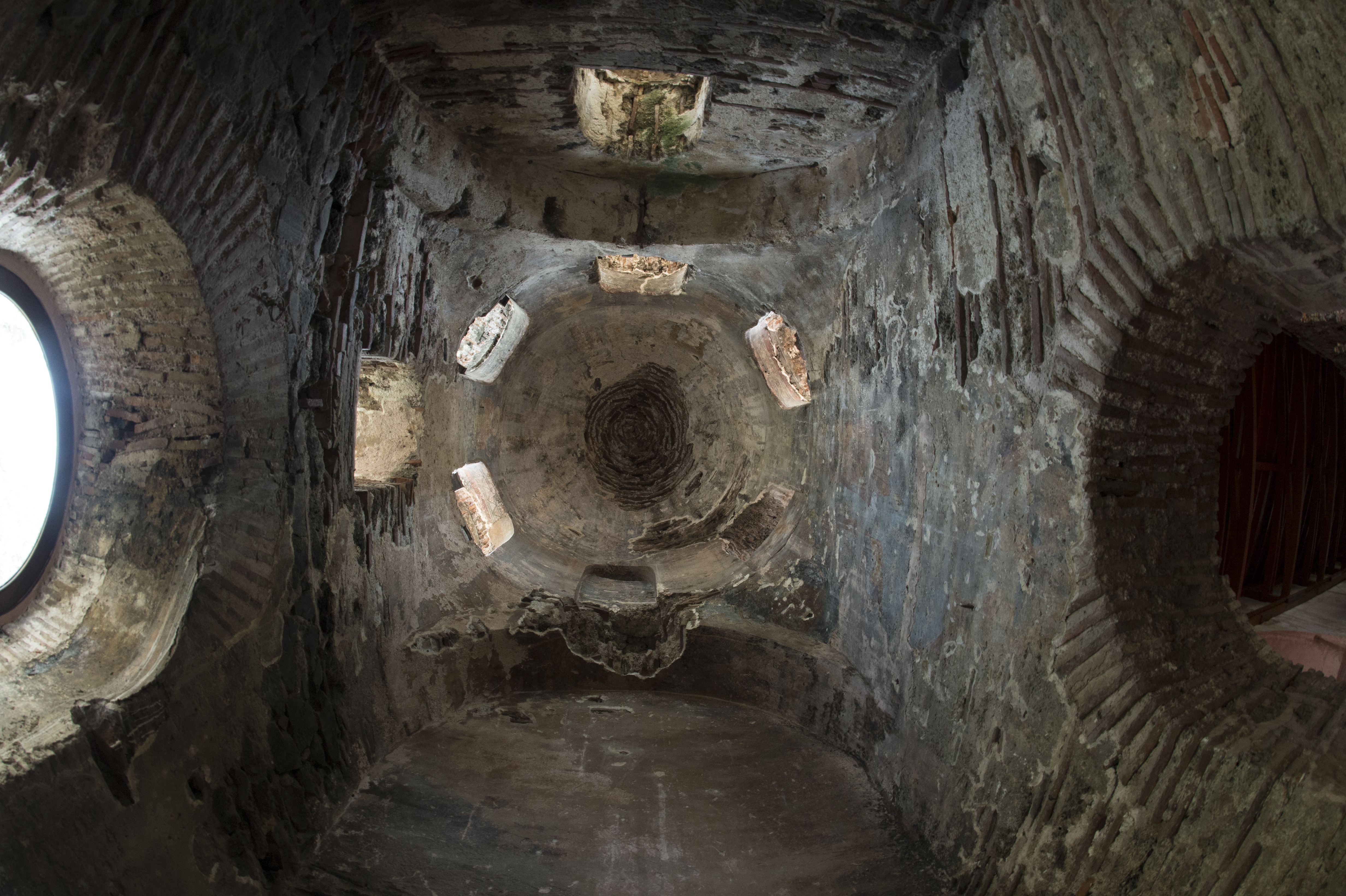
مشهد داخلي للقبة الثانوية
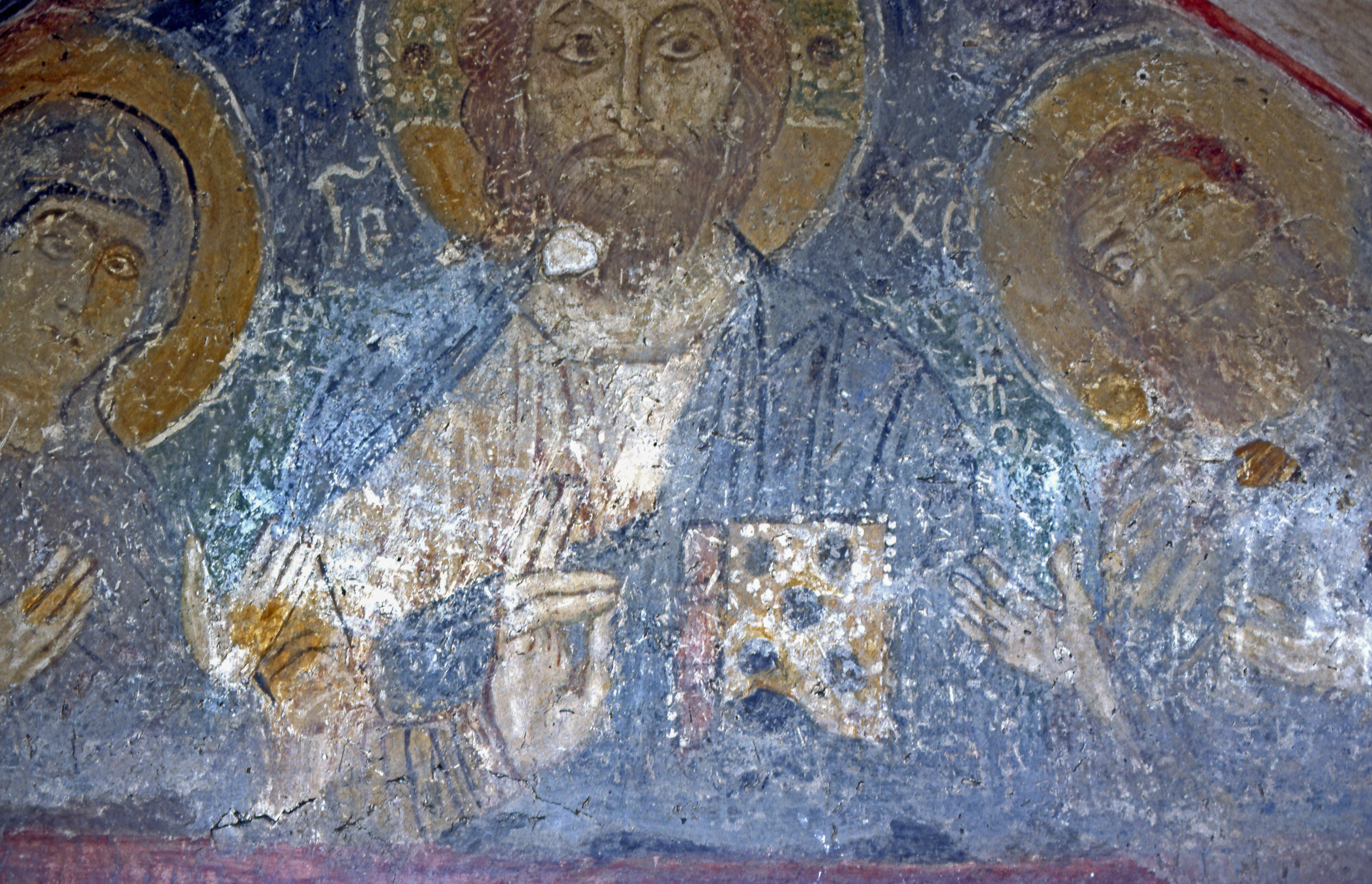
لوحة جدارية